# 瘦小猪笼草
瘦小猪笼草（学名：Nepenthes gracillima）是西马来西亚特有的热带食虫植物。其种加词“gracillima”来源于拉丁文“gracilis”，意为“细长的，瘦小的”。

## 植物学史
20世纪初，英国植物学家亨利·尼古拉斯·里德利考察了马来西亚，并攀登了彭亨的大汉山。在考察期间，里德利发现了两种猪笼草。1908年，他将其中一种具有细长捕虫笼的猪笼草命名为瘦小猪笼草，其捕虫笼为绿色，上面具有明显的黑色斑点。1924年，里德利描述了第二种猪笼草，并将其命名为白猪笼草（N. alba），其具有小型的白色捕虫笼。
自从里德利发现这两个物种后的一百年间，学界对于这两者的分类一直存在着错误。一部分植物学家认为这两个种群实为一个物种，另一部分则将其归入了其他猪笼草的名下，如岔刺猪笼草（N. ramispina）、邦苏猪笼草（N. bongso）和欣佳浪山猪笼草（N. singalana）。
2008年，斯图尔特·麦克弗森再次对大汉山进行了考察，并试图弄清该山上猪笼草的分类关系。他观察了大汉山高地山坡上的两个独立的猪笼草种群的形态特征，发现其与里德利对于瘦小猪笼草和白猪笼草的原始描述相一致。这两个猪笼草种群的捕虫笼的形状、颜色和大小都不同。它们分布于不同的海拔高度，且原生地并不重叠。所以斯图尔特·麦克弗森认为里德利对于这两个种群的分类是正确的，白猪笼草与瘦小猪笼草是两个独立的物种。

## 形态特征
瘦小猪笼草的下位笼可高达22厘米，宽至7厘米。下位笼的下半部为卵形，宽大；中部可能会出现笼肩；上半部为圆柱形。笼翼可宽达9毫米，翼须可长达1厘米。唇有光泽，可宽达1.8厘米，其前部较窄，两侧和靠近笼盖处较宽。唇颈处的缝隙可有几毫米宽。唇肋明显，高1.5毫米，间距为1.5毫米。唇齿可长达2毫米。笼盖为椭圆形或卵形，可长达6厘米，宽至5厘米。无附属物。笼盖基部后方的笼蔓尾不分叉，可长达2厘米。
下位笼外表面大多数为黄绿色，带有暗红色或紫色斑点。内表面的颜色较浅。唇为绿色或红色，且常带有暗红色或紫色的条纹。笼盖下表面为黄绿色或浅黄色，上表面为橄榄绿，常具有深紫色或黑色的斑点。在斯图尔特·麦克弗森所观察过的所有瘦小猪笼草的植株中，其下位笼的性状都是一致的。
瘦小猪笼草的上位笼可高达26厘米，宽至5厘米（比白猪笼草上位笼的一般尺寸大了好几倍）。上位笼为漏斗形，非常的细长。偶尔基部三分之一可能略微膨大，形成一个隐隐的笼肩。笼翼缩小为一对隆起。唇可宽达12毫米，两侧和基部可能略宽。唇肋较模糊，高0.5毫米，间距为1毫米。其他部分与下位笼相同。
上位笼外表面大多数为黑色，并带有淡绿色的斑点，斑点呈细长状。笼盖上表面的花纹类似于笼身外表面，而其下表面及笼身内表面为淡黄绿色。唇为黄色，带有黑色和紫色的条纹。

## 生态关系
瘦小猪笼草仅存在于大汉山的高地山坡上，相比也产于大汉山的白猪笼草更为罕见。所有瘦小猪笼草都分布于山脊顶部潮湿的高地山林中，其海拔为1600至1700米。它在大汉山的分布并不广泛，数量也很少，仅有几十棵，但它们的性状都是一致的，统一的。瘦小猪笼草很容易形成分枝，茎每3米长至少有一个分枝。其通常匍匐生长，或附生于周围的植被上，特别是在阳光较为强烈的地方。但瘦小猪笼草并不生长于暴露的开阔地上，在这样的环境下其会生长迟缓且矮化。
根据2000年的评估结果，瘦小猪笼草已被列入《2006年世界自然保护联盟濒危物种红色名录》，保护状况为濒危。

## 种下类群
- Nepenthes gracillima f. ramispina (Ridl.) Hort.Westphal (2000) [=N. ramispina]
- Nepenthes gracillima var. maior Ridl. (1924)

## 相关物种
瘦小猪笼草、白猪笼草和岔刺猪笼草的分类比较混乱。查尔斯·克拉克在其专著中对瘦小猪笼草与岔刺猪笼草进行了区别。
| 瘦小猪笼草、岔刺猪笼草和白猪笼草之间形态特征的区别 |                                                                    |                                                | |
| 形态特征                                           | 瘦小猪笼草                                                         | 岔刺猪笼草                                     | 白猪笼草 |
| 笼蔓尾                                             | 通常不分叉                                                         | 通常分叉                                       | 通常不分叉 |
| 上位笼的颜色‍                                       | 黑色，具淡绿色的斑点                                               | 深绿色，外表面具大量细小的黑色斑点，内表面发灰 | 白色，内外表面具红色或粉红色的斑点 |
| 捕虫笼的形状                                       | 下半部通常为卵形                                                   | 下半部膨大，但不为卵形                         | 下半部通常为卵形 |
| 捕虫笼内表面的颜色                                 | 下位笼外表面大多数为黄绿色，带有暗红色或紫色斑点。内表面的颜色较浅 | 覆盖白粉样的蓝色或绿色                         | 下位笼的颜色非常统一，外表面为深紫褐色，常带有深紫色的斑点。内表面为均匀的浅紫色，偶尔具有紫色的斑点。上位笼的外表面和内表面主要为白色。 |

## 扩展阅读
- 食虫植物照片搜寻引擎中瘦小猪笼草的照片 （页面存档备份，存于）

 维基共享资源上的相關多媒體資源：瘦小猪笼草
 維基物種上的相關：瘦小猪笼草